# Totalmente Demais
Totalmente Demais (estilizada como Totalmente D+, en español: Totalmente Diva), es una telenovela brasileña producida y transmitida por Rede Globo, se estrenó el 09 de noviembre de 2015 Escrita por Rosane Svartman y Paulo Halm, con la colaboración de Mario Viana, Claudia Sardinha, Fabricio Santiago y Felipe Cabral, bajo pruebas de Charles Peixoto; dirigida por Marcus Figueiredo, Luis Felipe Sá, Thiago Teitelroit y Noa Bressane, con la dirección general de Luiz Henrique Rios. Sobre la base de la obra de teatro Pigmalión, producida en 1913 por Bernard Shaw (quien originó largometraje de My Fair Lady), los autores definen la historia como una mezcla de Pigmalião 70 y Top Model. 
Protagonizada por Marina Ruy Barbosa, Felipe Simas y Fábio Assunção, con las participaciones antagónicas de Juliana Paes, Priscila Steinman, Adriana Birolli, Juliana Paiva, Sérgio Malheiros y Paulo Rocha con la actuación estelar de la primera gran actriz Glória Menezes.
En 2017 la trama fue nominada al Premios Emmy Internacional de mejor Telenovela. La telenovela fue retransmitida en 2020 por la Rede Globo a las 19 horas y logró altos índices de audiencia.
Una curiosidad que se ha dado con esta serie de televisión está relacionada con su banda sonora, en la que intervienen varios autores de prestigio internacional como Julio Iglesias, Gabrielle Aplin, Rachel Platten, etc. Lo destacable es que hay una canción de un autor totalmente desconocido que suena durante cuatro ocasiones, en momentos muy impactantes de la serie, como la toma de control de la dirección de la revista por Lorena Domingos, o antes y después del beso de reconciliación entre Jonathan y Eliza. Dicha canción no fue incluida nunca en ningún recopilatorio que recogiera las canciones licenciadas para la telenovela. Esta anécdota es muy interesante porque mantiene cierto paralelismo con el argumento de la serie, ironías de la vida, ya que a la canción en bruto (sin postproducción profesional) de un músico desconocido y sin ningún prestigio (igual que con la florista mendiga), se le dio la oportunidad de debutar en la banda sonora de una de las series con más éxito de la historia de la televisión. Este autor anónimo se llama Snabisch y la canción tiene como título: "Lorena toma el control" o "Lorena takes control".

## Sinopsis
Eliza  es una joven de 18 años que huye de su casa en Campo Claro, una ciudad ficticia del interior de Río de Janeiro, después de ser acosada por su padrastro Erondino (Paulo Rocha). Ella nunca conoció a su padre. Su madre Gilda (Leona Cavalli) le confiesa que él era un camionero. Su sueño es cambiar la situación de su familia.
Arthur (Fábio Assunção), dueño de la agencia de modelos Excalibur hace una enorme apuesta con Carolina (Juliana Paes) , su  amante y gran amor de su vida, una mujer exitosa, directora de la revista Totalmente diva. Arthur apuesta que convertirá a Eliza en modelo profesional, pero ella no lo cree posible. 
Arthur se apasionará por Eliza, dejando a Carolina. Arthur hará todo para que Eliza sea la ganadora del concurso Chica Totalmente Diva pero Cassandra (Juliana Paiva) saboteara a la joven con la ayuda de Carolina.
Jonatas (Felipe Simas) es un joven vendedor de la calle. El ayudará a Eliza a ganar dinero. En el interior, el siente algo por ella al descubrir que Arthur siente algo por ella también. Jonatas luchara por el amor de Eliza, pero Eliza no sabe que tiene dos enamorados dando inicio a un triángulo amoroso.

## Elenco
| Actor/Actriz       | Personaje                              | Personaje                              |
| Actor/Actriz       | Portugués                              | Español                                |
| ------------------ | -------------------------------------- | -------------------------------------- |
| Marina Ruy Barbosa | Eliza de Assis Monteiro                | Eliza de Asís Montero                  |
| Fábio Assunção     | Arthur Carneiro de Alcântara           | Arturo Carnero de Alcántara            |
| Felipe Simas       | Jonatas Castro                         | Jonatan Castro                         |
| Juliana Paes       | Carolina Castilho                      | Carolina Castillo                      |
| Juliana Paiva      | Cassandra Regina Matoso (Cassandra)    | Casandra Regina Matoso                 |
| Humberto Martins   | Germano Monteiro                       | Germano Montero                        |
| Vivianne Pasmanter | Liliane de Bocaiuva Monteiro (Lili)    | Liliana de Bocaiuva Montero (Lili)     |
| Daniel Rocha       | Rafael Guerra                          | Rafael Guerra                          |
| Carla Salle        | Leila de Oliveira                      | Leila de Oliveira                      |
| Daniel Blanco      | Fábio de Bocaiuva Monteiro (Fabinho)   | Fábio de Bocaiuva Montero (Fabito)     |
| Priscila Steinman  | Sofia de Bocaiuva Monteiro (Nina)      | Sofía de Bocaiuva Montero (Nina)       |
| Paulo Rocha        | Erondino Machado (Dino)                | Erondino Machado (Dino)                |
| Leona Cavalli      | Gilda de Assis Machado                 | Gilda de Asís Machado                  |
| Marat Descartes    | Pietro Enrico                          | Pietro Enrico                          |
| Aline Fanju        | Maristela de Souza                     | Maristela de Souza                     |
| Pablo Sanábio      | Maximiliano Augusto (Max)              | Maximiliano Augusto (Max)              |
| Julianne Trevisol  | Maria Luísa (Lu)                       | María Luisa (Lu)                       |
| Glória Menezes     | Stela Carneiro de Alcântara (Stelinha) | Estela Carnero de Alcántara (Estelita) |
| Guida Vianna       | Aparecida (Cida)                       | Aparecida (Cisa)                       |
| Samantha Schmütz   | Isadora Castilho (Dorinha)             | Isadora Castillo (Dorita)              |
| Sérgio Malheiros   | Jorge da Silva (Jacaré)                | Jorge da Silva (Jacaré)                |
| Giovanna Rispoli   | Maria João Oliver de Alcântara (Jojô)  | María Juan Óliver de Alcántara (Jojó)  |
| Juan Paiva         | Wesley Castro                          | Wesley Castro                          |
| Malu Galli         | Rosângela Castro                       | Rosángela Castro                       |
| Orã Figueiredo     | Hugo Matoso                            | Hugo Matoso                            |
| Olívia Torres      | Débora Matoso                          | Débora Matoso                          |
| Ailton Graça       | Florisval                              | Florisval                              |
| Reginaldo Faria    | Maurice Carneiro de Alcântara          | Maurice Carnero de Alcántara           |
| Lavínia Vlasak     | Natasha Oliver                         | Natasha Óliver                         |
| Adriana Birolli    | Lorena Domingos                        | Lorena Domingos                        |
| Hélio de La Peña   | José Pedro (Zé)                        | José Pedro                             |
| Raphael Sander     | Charles                                | Charles                                |
| Gabriel Reif       | Jamaica                                | Jamaica                                |
| Lellezinha         | Jennifer Castro (Jenny)                | Jennifer Castro (Jenny)                |
| Cauê Campos        | Anthony Castro Lima (Bola)             | Anthony Castro Lima (Bola)             |
| Jéssica Ellen      | Adele Fernandes                        | Adele Fernández                        |
| Tony Garrido       | Sebastião Montanha                     | Sebastián Montaña                      |
| Marcelo Arnal      | Marcão                                 | Marcón                                 |
| Cadu Paschoal      | Riscado                                | Rayado                                 |
| Isabella Koppel    | Dayse de Assis Machado                 | Daysi de Asís Machado                  |
| Kaik Brum          | Carlos de Assis Machado (Carlinhos)    | Carlos de Asís Machado (Carlitos)      |
| Carolyna Aguiar    | Lurdinha                               | Lurdita                                |
| Leonardo Carvalho  | Policial Wilson                        | Policía Wilson                         |
| Dhonata Augusto    | Braço                                  | Brazo                                  |
| Michelle Costa     | Marcinha                               | Marcita                                |

### Participación especial
| Actor/Actriz        | Personaje    |
| ------------------- | ------------ |
| Danielle Winnits    | Sueli Matoso |
| Érika Januza        | Vanessa      |
| Cláudia Sardinha    | Jessy        |
| Lady Francisco      | Fátima       |
| Stênio Garcia       | Bino         |
| Carol Castro        | Ella misma   |
| Jeniffer Nascimento | Ella misma   |
| Giovanna Ewbank     | Ella misma   |
| Gabrielle Aplin     | Ella Misma   |

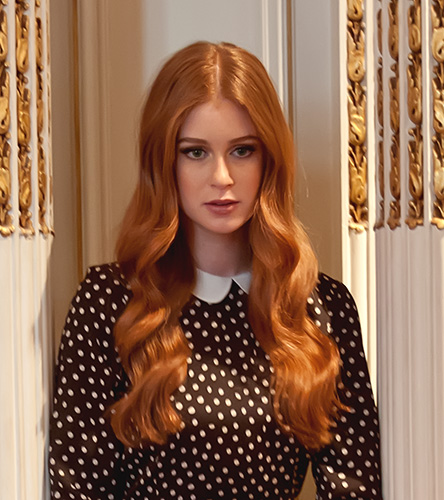
Marina Ruy Barbosa interpretó la protagonista Eliza.
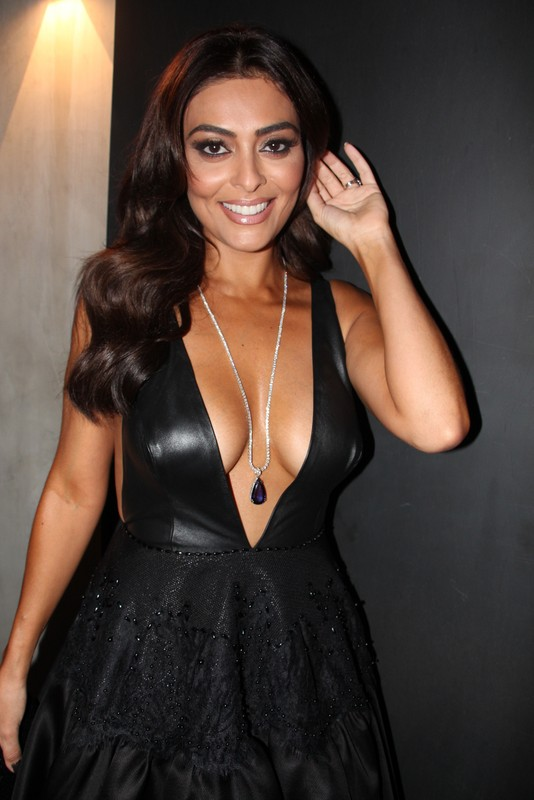
Juliana Paes interpretó la gran villana Carolina.
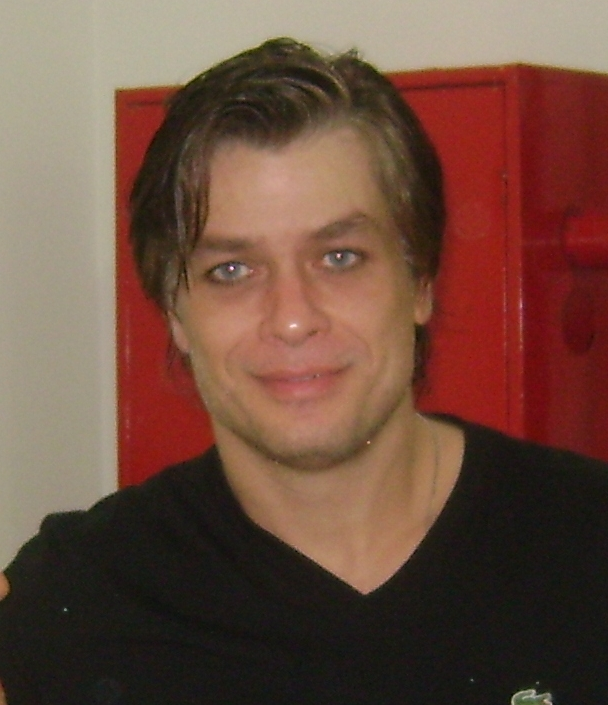
Fábio Assunção interpretó al protagonista mujeriego Arthur.
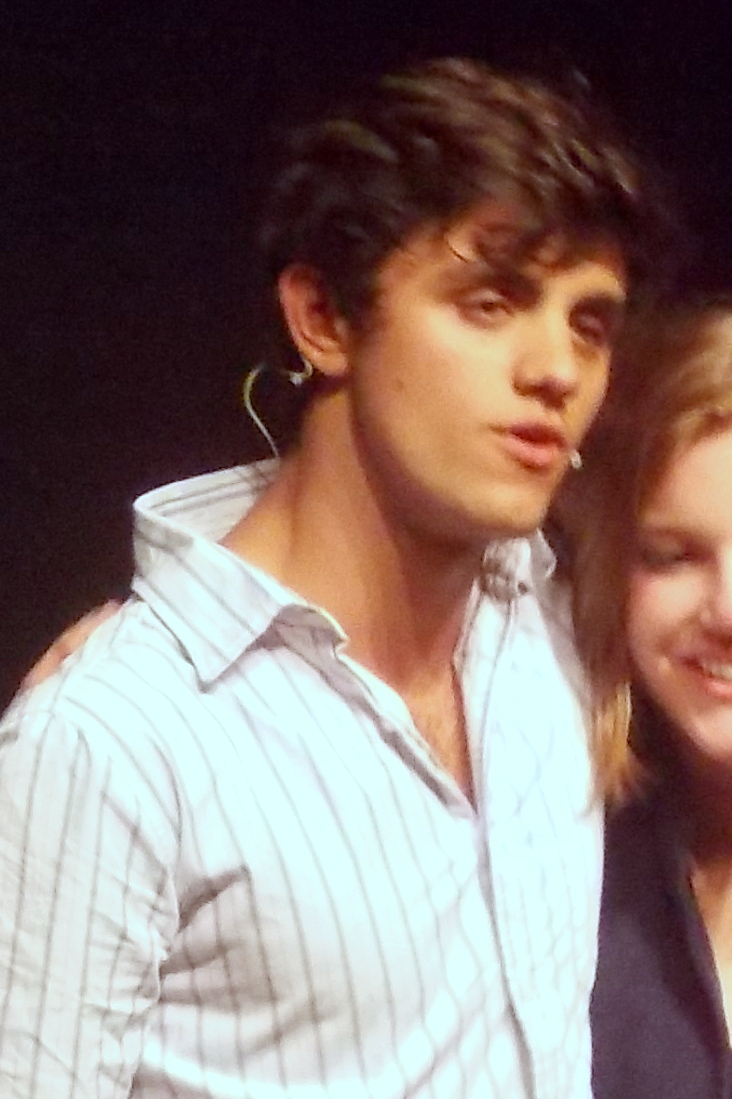
Felipe Simas interpretó al protagonista Jonatas.
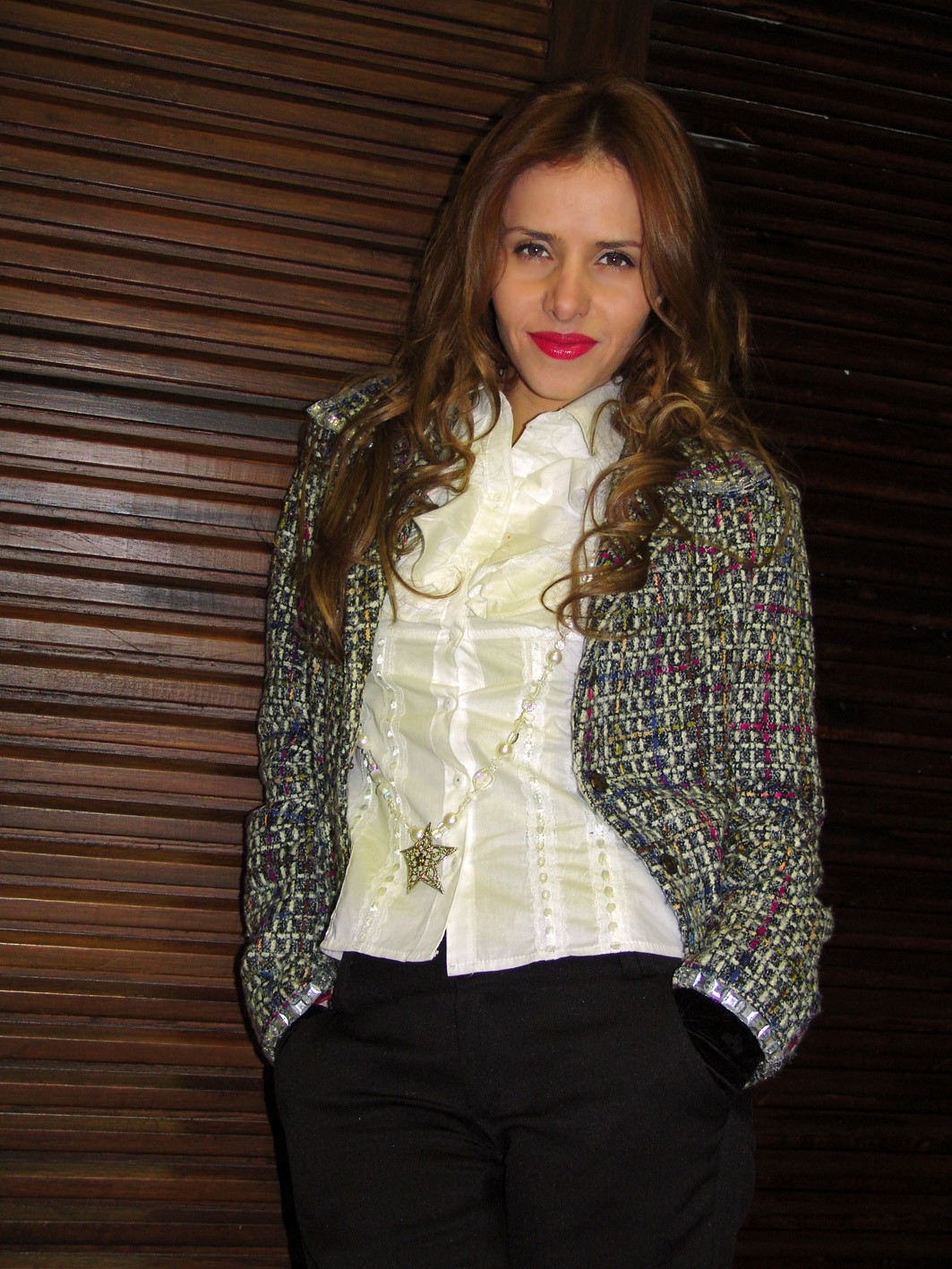
Leona Cavalli interpretó la dulce Gilda.
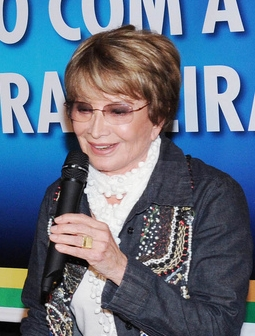
Glória Menezes interpretó la divertida Stelinha.
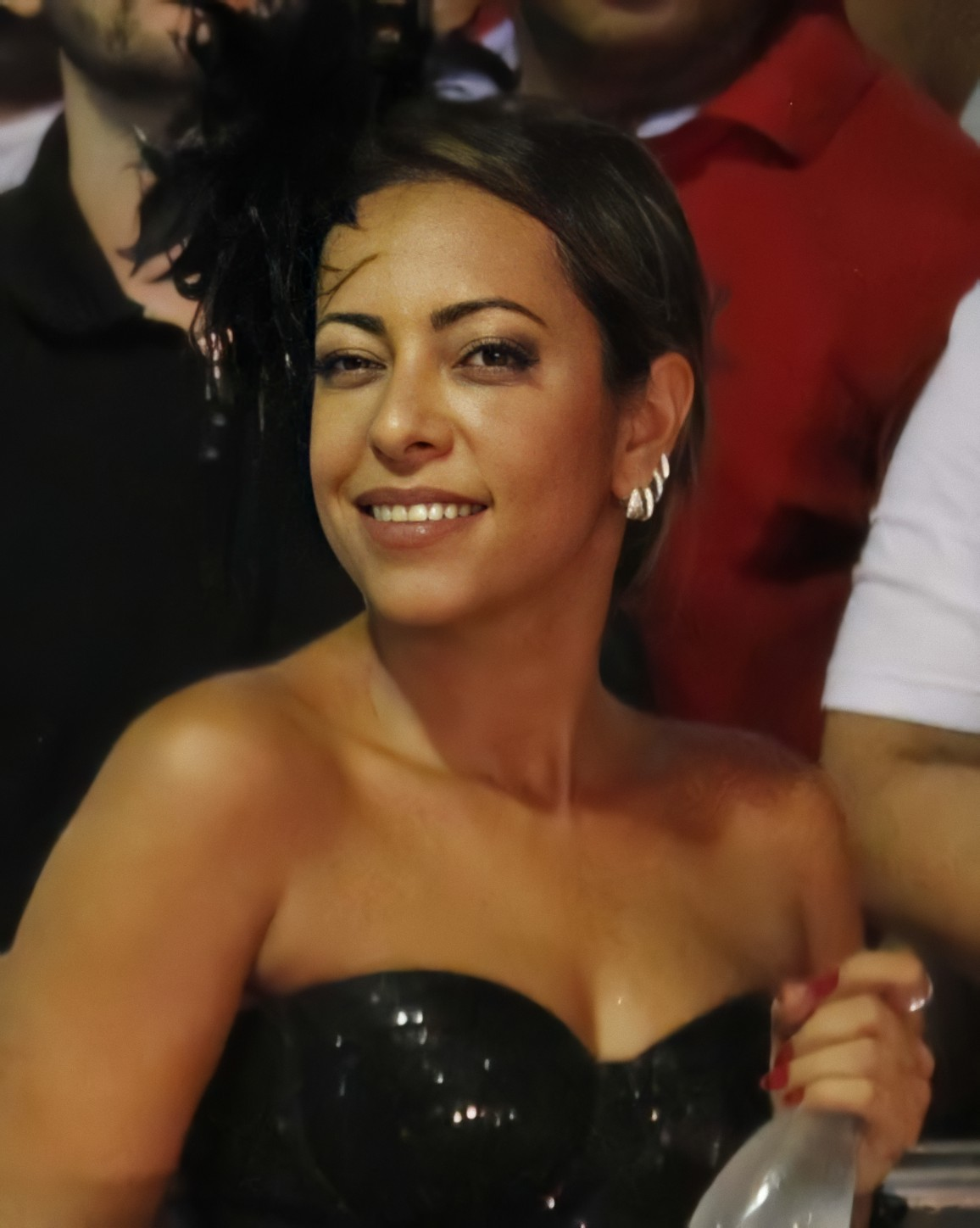
Samantha Schmütz interpretó la divertida Dorinha.
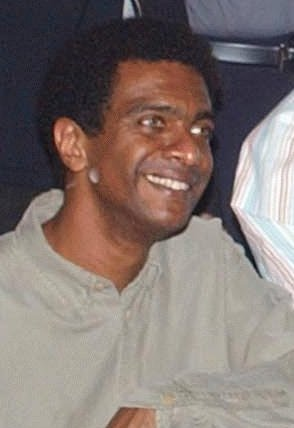
Hélio de la Peña interpretó al abogado Zé Pedro.
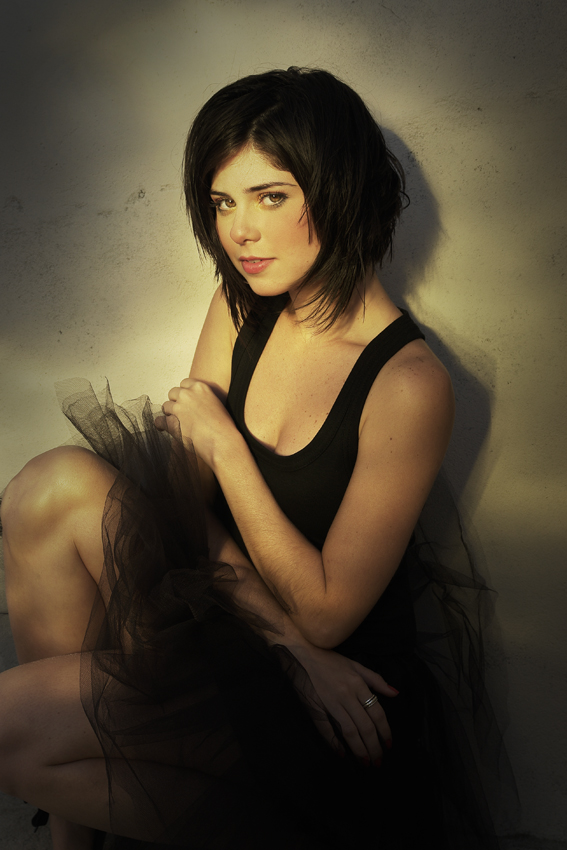
Julianne Trevisol interpretó la gótica Lu.

## Estrenos
| Transmisiones                                 | Transmisiones     | Transmisiones         | Transmisiones           | Transmisiones           | Transmisiones   | Transmisiones     |
| País                                          | Título            | Cadena                | Primera Emisión         | Última Emisión          | Horario Semanal | Hora              |
| --------------------------------------------- | ----------------- | --------------------- | ----------------------- | ----------------------- | --------------- | ----------------- |
| Bandera de Brasil                             | Totalmente Demais | Rede Globo            | 9 de noviembre de 2015  | 30 de mayo de 2016      | Lunes a sábados | 19:30             |
| Bandera de Uruguay                            | Totalmente Diva   | Teledoce              | 6 de marzo de 2017      | 1 de septiembre de 2017 | Lunes a viernes | 19:00             |
| Bandera de El Salvador                        | Totalmente Diva   | Canal 2               | 20 de marzo de 2017     | presente                | Lunes a viernes | 14:00             |
| Bandera de Costa Rica                         | Totalmente Diva   | Teletica              | 29 de mayo de 2017      | presente                | Lunes a viernes | 11:00             |
| Bandera de Estados Unidos                     | Totalmente Diva   | UniMás                | 13 de junio de 2017     | 29 de noviembre de 2017 | Lunes a viernes | 20:00             |
| Bandera de Puerto Rico                        | Totalmente Diva   | Univision Puerto Rico | 26 de junio de 2017     | 11 de abril de 2018     | Lunes a viernes | 18:00 luego 17:00 |
| Bandera de Chile                              | Totalmente Diva   | Mega                  | 4 de julio de 2017      | 14 de marzo de 2018     | Lunes a viernes | 19:20             |
| Bandera de Ecuador                            | Totalmente Diva   | Ecuavisa              | 2 de octubre de 2017    | 26 de febrero de 2018   | Lunes a viernes | 22:00             |
| Bandera de Paraguay                           | Totalmente Diva   | SNT                   | 20 de noviembre de 2017 | presente                | Lunes a viernes | 10:40             |
| Bandera de México                             | Totalmente Diva   | Imagen Televisión     | 26 de febrero de 2018   | presente                | Lunes a viernes | 23:30             |
| Bandera de España                             | Totalmente Diva   | Divinity              | 19 de julio de 2019     | Febrero 2020            | Lunes a viernes | 16:30             |
| Bandera de Lituania                           | Tikroji žvaigždė  | TV3 Televizija        | 16 de abril de 2020     | presente                | Lunes a viernes | 12:00             |
| Bandera de la Unión de Naciones Suramericanas | Totalmente Diva   | Pasiones              | 7 de diciembre de 2020  | 11 de junio de 2021     | Lunes a viernes | 20:00             |
| Bandera de Venezuela                          | Totalmente Diva   | Venevision            | 28 de junio de 2022     | TBA                     | Lunes a Sábado  | 14:00             |